# Elemér Szathmáry
Elemér Szatmári (Budapest, Hungría, 1926-17 de diciembre de 1971) fue un nadador húngaro especializado en pruebas de estilo libre, donde consiguió ser subcampeón olímpico en 1948 en los 4 × 100 m.

## Carrera deportiva
En los Juegos Olímpicos de Londres 1948 ganó la medalla de plata en los relevos de 4 × 200 m estilo libre, con un tiempo de 8:48,4, tras Estados Unidos (oro) y por delante de Francia (bronce); sus compañeros de equipo fueron los nadadores György Mitró, Imre Nyéki y Géza Kádas.